# Vărădia de Mureș
Vărădia de Mureș (in ungherese Tótvárad, in tedesco Waradia) è un comune della Romania di 1 867 abitanti, ubicato nel distretto di Arad, nella regione storica della Transilvania.
Il comune è formato dall'unione di 6 villaggi: Baia, Julița, Lupești, Nicolae Bălcescu, Stejar, Vărădia de Mureș.
Il monumento più importante del comune è la chiesa della Presentazione di Maria (Intrarea în biserică a Maicii Domnului) nel villaggio di Julița, costruita in legno nel 1787.